# Jeff Odgers
John Jeffrey „Jeff“ Odgers (* 31. Mai 1969 in Spy Hill, Saskatchewan) ist ein ehemaliger kanadischer Eishockeyspieler und -scout, der im Verlauf seiner aktiven Karriere zwischen 1986 und 2003 unter anderem 868 Spiele für die San Jose Sharks, Boston Bruins, Colorado Avalanche und Atlanta Thrashers in der National Hockey League auf der Position des rechten Flügelstürmers bestritten hat. Odgers, der den Spielertyp des Enforcers verkörperte und zwischen 1995 und 1996 der dritte Mannschaftskapitän in der Franchise-Geschichte der San Jose Sharks war, feierte seinen größten Karriereerfolg in Diensten der Kansas City Blades mit dem Gewinn des Turner Cups der International Hockey League im Jahr 1992.

## Karriere
Jeff Odgers begann seine Karriere 1986 in der kanadischen Juniorenliga Western Hockey League bei den Brandon Wheat Kings. Dort fiel er weniger durch seine Fähigkeiten als punktender Stürmer, sondern mehr durch sein hartes Spiel und Schlägereien auf. Vier Jahre spielte er für das Team und erzielte in seinem letzten Jahr 65 Punkte in 64 Spielen, musste dann aber die Wheat Kings verlassen, da er zu alt für die Liga war.
Er schloss sich daraufhin den Kansas City Blades aus der International Hockey League an. Dort setzte er seinen harten Stil fort. Im Sommer 1991 erhielt er einen Vertrag bei den San Jose Sharks, die vor ihrer ersten Saison in der National Hockey League standen. Odgers etablierte sich im Team und in der Liga als guter Enforcer. In der Saison 1992/93 hatte er sein bestes Jahr mit 27 Punkten, außerdem erhielt er 253 Strafminuten. 1995/96 trug er das „C“ als Mannschaftskapitän der Sharks.
Im Sommer 1996 wurden er und ein Draftrecht für Al Iafrate zu den Boston Bruins transferiert. In Boston spielte er ein Jahr, sein Vertrag wurde danach aber nicht verlängert. Nachdem er zu Beginn der Saison 1997/98 bei keinem Team unter Vertrag stand, schloss er sich dem AHL-Farmteam von Boston, den Providence Bruins an. Doch nach vier Spielen in der AHL verpflichteten ihn die Colorado Avalanche. Für Colorado spielte er drei Saisons und blieb seinem Stil als Enforcer treu. Im NHL Expansion Draft 2000 wurde er von den Minnesota Wild ausgewählt, wurde aber noch vor Beginn der Saison 2000/01 von den Atlanta Thrashers im NHL Waiver Draft verpflichtet. Für das noch sehr junge Team spielte er drei Jahre und half der Mannschaft, sich langsam in der NHL zu etablieren.
Am 7. August 2003 gab Jeff Odgers sein Karriereende bekannt. Er hält die Franchise-Rekorde der San Jose Sharks und der Atlanta Thrashers mit den meisten Strafminuten mit 1.001 bzw. 532 Minuten auf der Strafbank. Anschließend arbeitete er ab der Saison 2006/07 als Radiokommentator für die Thrashers, danach war er zwischen 2011 und 2013 als Scout für die Prince George Cougars in der Western Hockey League tätig.

## Erfolge und Auszeichnungen
- 1992 Turner-Cup-Gewinn mit den Kansas City Blades

## Karrierestatistik
(Legende zur Spielerstatistik: Sp oder GP = absolvierte Spiele; T oder G = erzielte Tore; V oder A = erzielte Assists; Pkt oder Pts = erzielte Scorerpunkte; SM oder PIM = erhaltene Strafminuten; +/− = Plus/Minus-Bilanz; PP = erzielte Überzahltore; SH = erzielte Unterzahltore; GW = erzielte Siegtore; 1 Play-downs/Relegation; Kursiv: Statistik nicht vollständig)